# Cabrera d'Anoia
Cabrera d'Anoia è un comune spagnolo situato nella comunità autonoma della Catalogna.